# Bleckmar
Bleckmar ist eine Ortschaft der niedersächsischen Stadt Bergen im nördlichen Landkreis Celle in der Lüneburger Heide. 

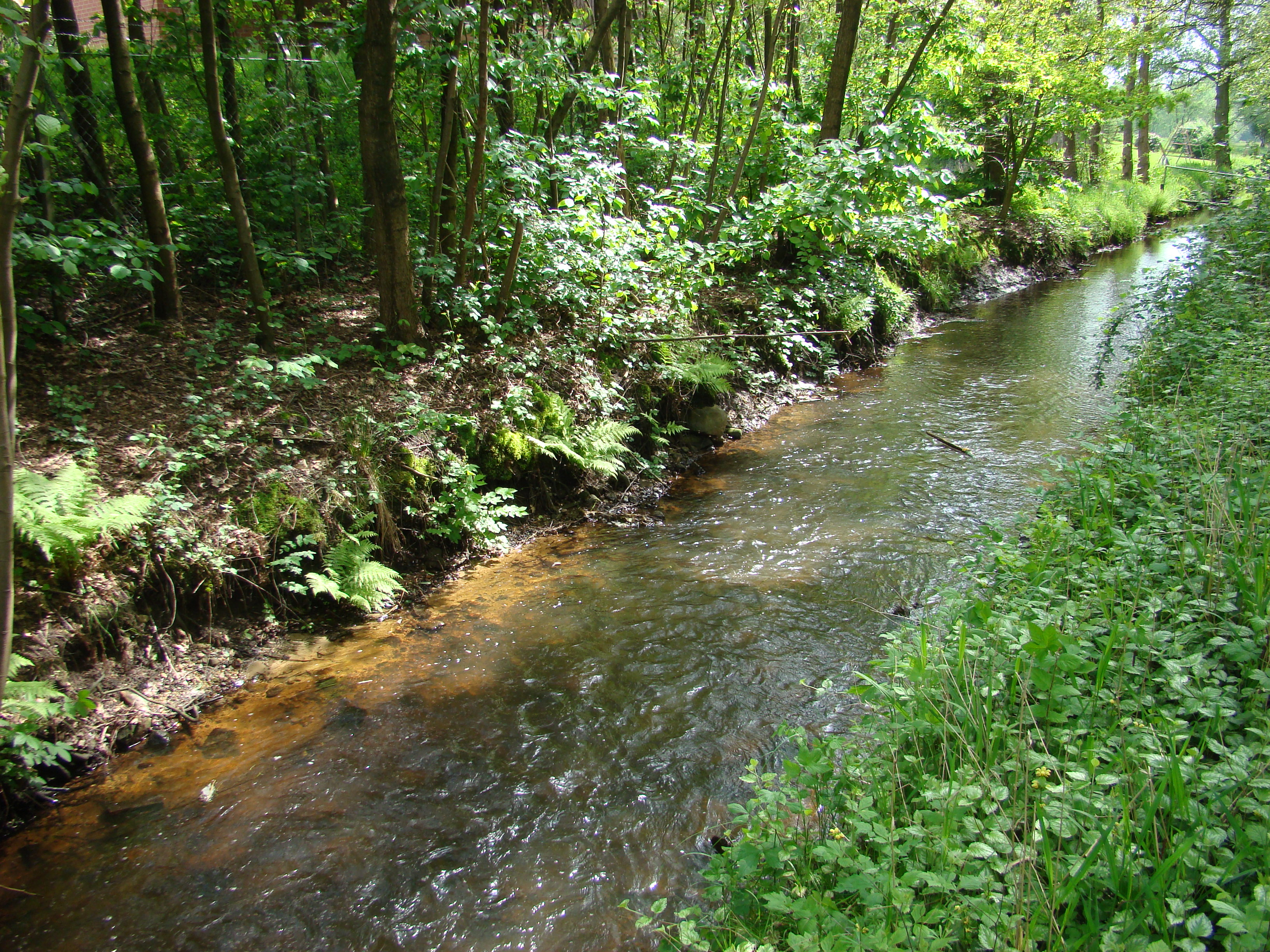
Die Meiße bei Bleckmar

## Geografie
Der Ort liegt rund drei Kilometer nördlich von Bergen an der Bundesstraße 3. Zur Ortschaft Bleckmar gehören heute die Ortsteile Bleckmar und Dageförde. Die Meiße fließt in Nord-Süd-Richtung durch Bleckmar.

## Geschichte

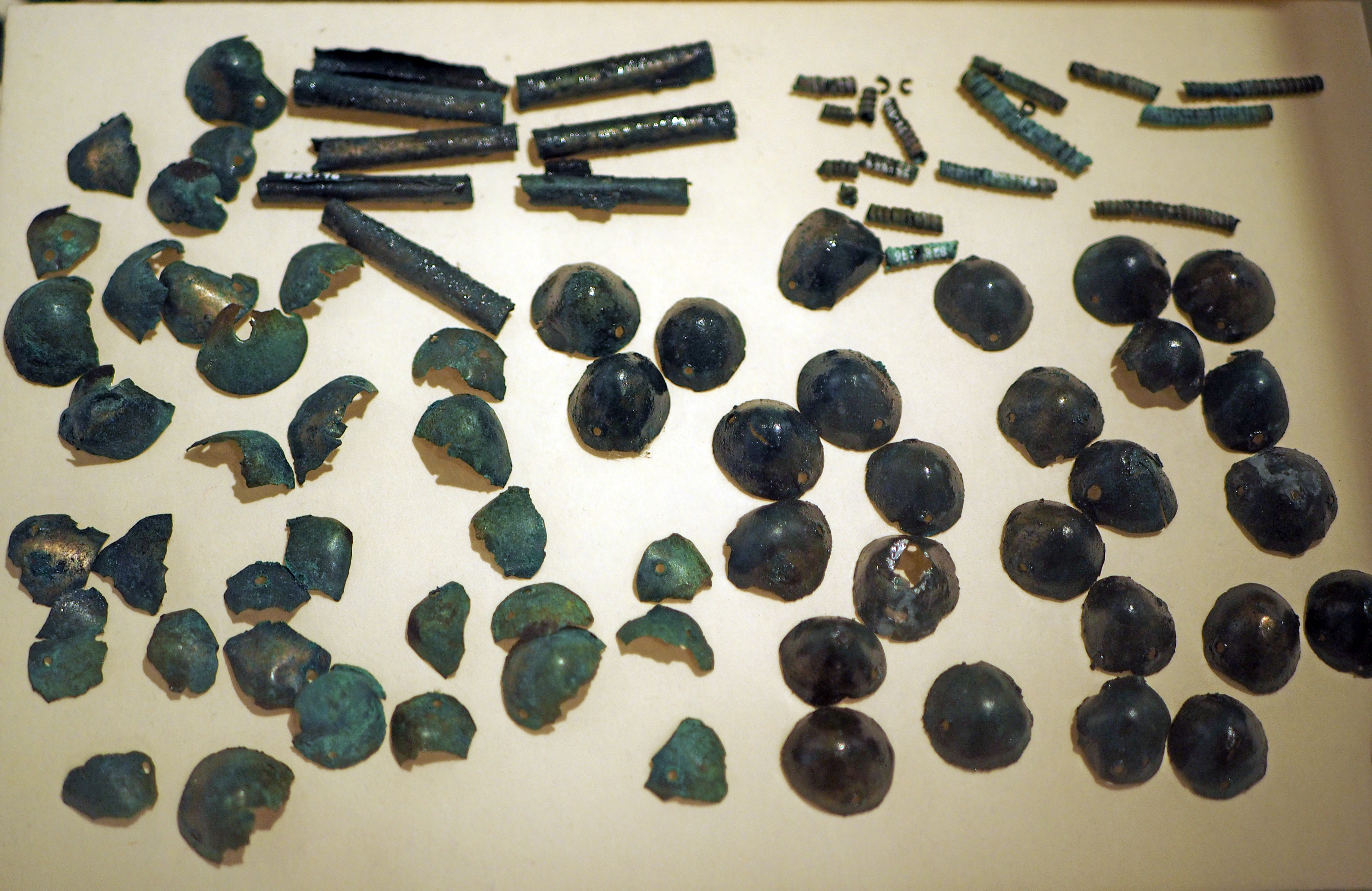
Überreste eines bronzenen Haubenschmuckes aus der Älteren Bronzezeit, gefunden in einem Grabhügel bei Bleckmar „Wittenberg“

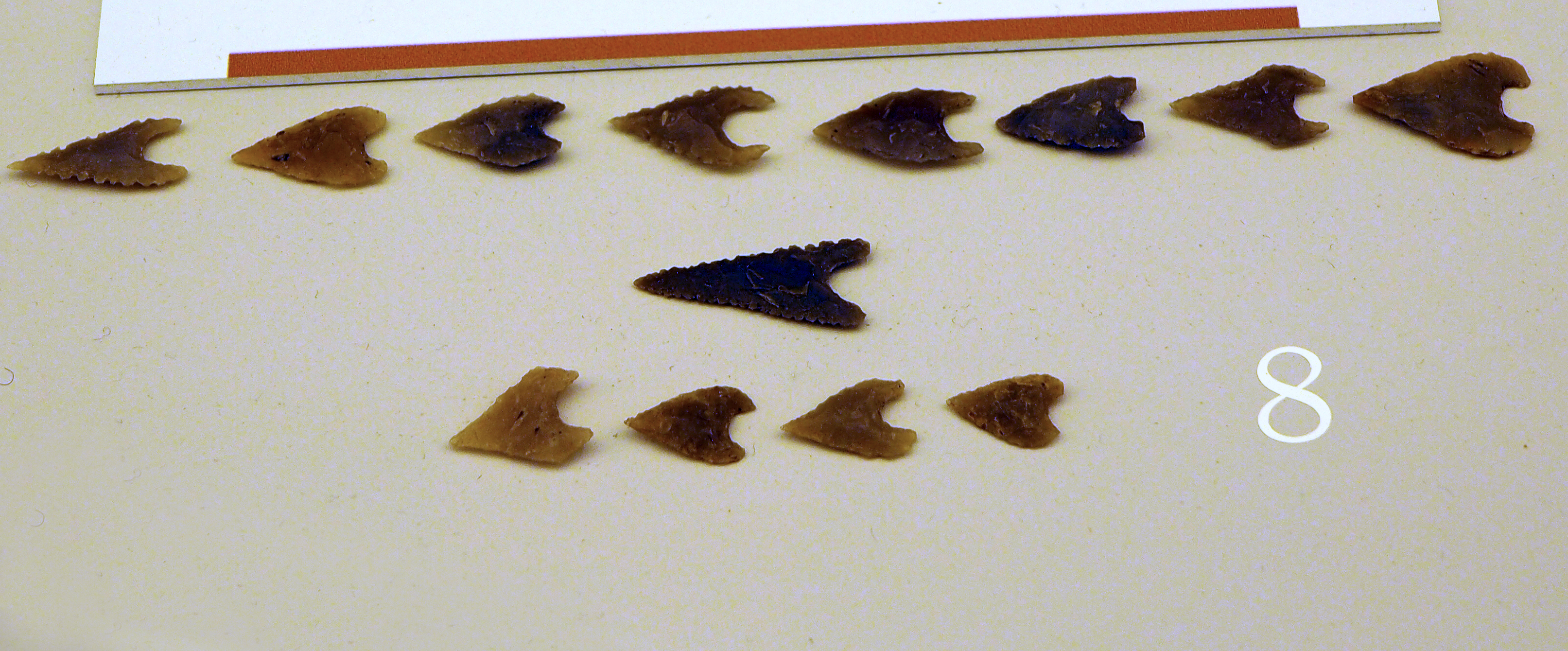
Pfeilspitzen aus der Älteren Bronzezeit

Bleckmar wurde urkundlich erstmals 866 unter dem Namen Blecmeri erwähnt. Aus ursprünglich zwei Höfen entwickelte sich das Bauerndorf. Im Jahr 1820 zählte man 150 Einwohner. Diese Zahl stieg auf über 300 Personen im Jahr 1900. 
Erst 2001 wurden in Bleckmar Straßennamen eingeführt, nachdem in einer Bürgerbefragung die Mehrheit der Einwohner dafür stimmte. 
Am 1. Februar 1971 wurde Bleckmar in die Stadt Bergen eingegliedert.

### Das bäuerliche Dorf
Etwa fünf Kilometer nordwestlich von Bleckmar befindet sich die höchste Erhebung der Südheide und eine der höchsten Erhebungen der Lüneburger Heide, der Falkenberg mit 150 m über NN. Durch die Fallwinde aus den Anhöhen wurde in der Umgebung von Bleckmar Lössstaub in einer Stärke von bis zu zwei Meter angeweht. Östlich des Ortes wurden ausgedehnte Flottsandinseln gebildet. Dadurch entstand hier einer der fruchtbarsten Böden der Südheide. Bereits in der Vorzeit  wurden diese Flächen für den Ackerbau genutzt. Dass diese Gegend schon vor vielen Tausend Jahren besiedelt war, beweisen zum Beispiel die Grabfunde bei Bleckmar „Wittenberg“ und Wardböhmen aus der Älteren Bronzezeit (1800–1100 v. Chr.) oder auch die etwa 10 km südwestlich gelegenen Sieben Steinhäuser, die bereits aus der Jungsteinzeit stammen.
Viele alte Bauernhöfe sind noch erhalten, deren erste Erwähnung teilweise bis in das 14. Jahrhundert zurück reicht. Heute sind die Gebäude unter Denkmalschutz gestellt. 1550 wurde an der Meiße eine Wassermühle errichtet. Sie war bis 1973 als Getreidemühle in Betrieb.
Im Jahre 1910 wurde das Reststück der Bahnstrecke Celle–Soltau, die bis dahin in Bergen endete, bis nach Soltau verlängert und am 23. April 1910 in Betrieb genommen. Von da an führte die Eisenbahnlinie auch durch Bleckmar. Der Ort erhielt einen Bahnhof. Der Personenverkehr wurde 1977 eingestellt. Seither wird die Strecke nur noch für den Militär- und Güterverkehr genutzt.

Alte Bauernhöfe in Bleckmar
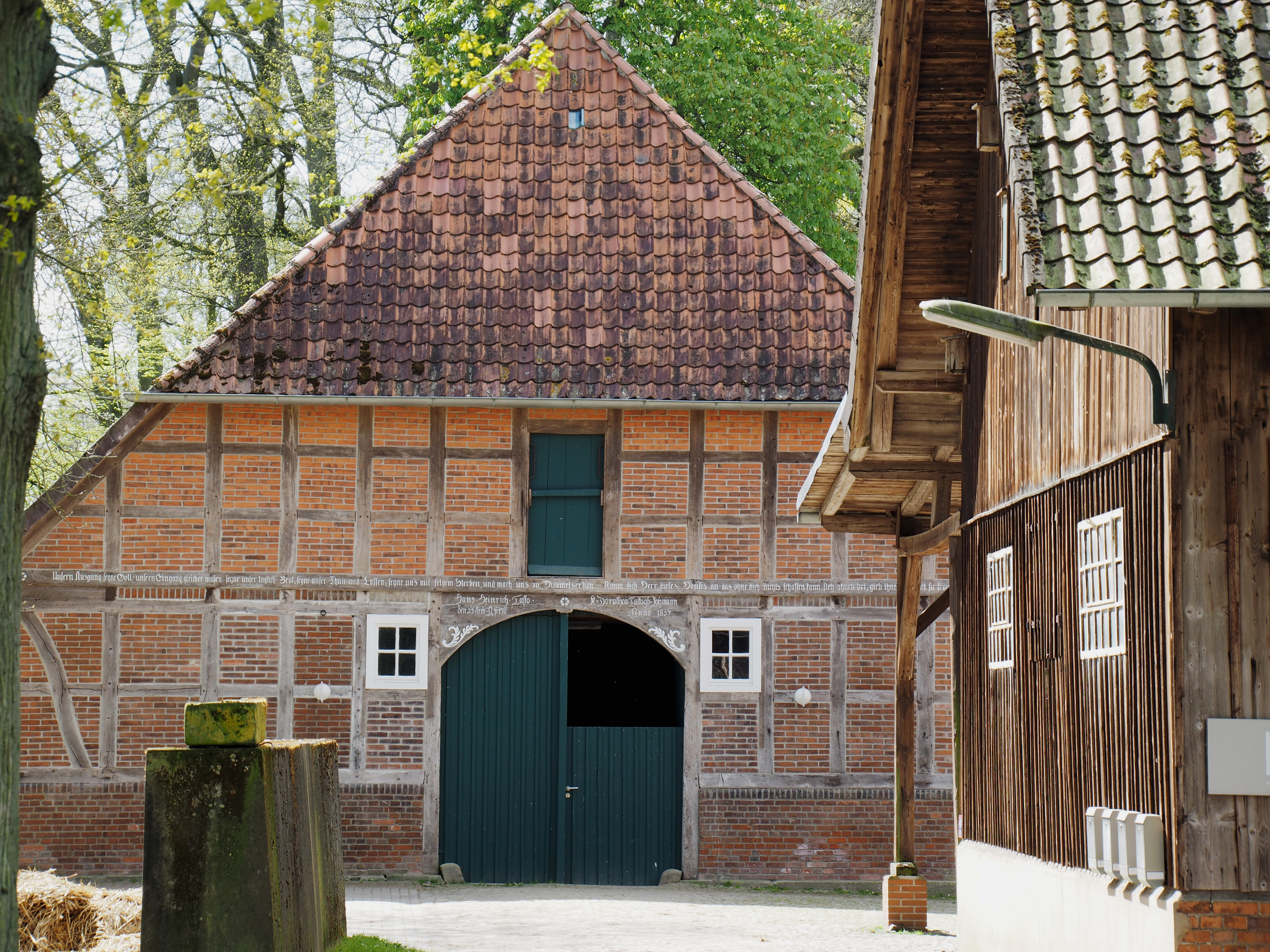
Brammers Hof, ein Vierständer-Fachwerkbau, erstmals 1381 erwähnt
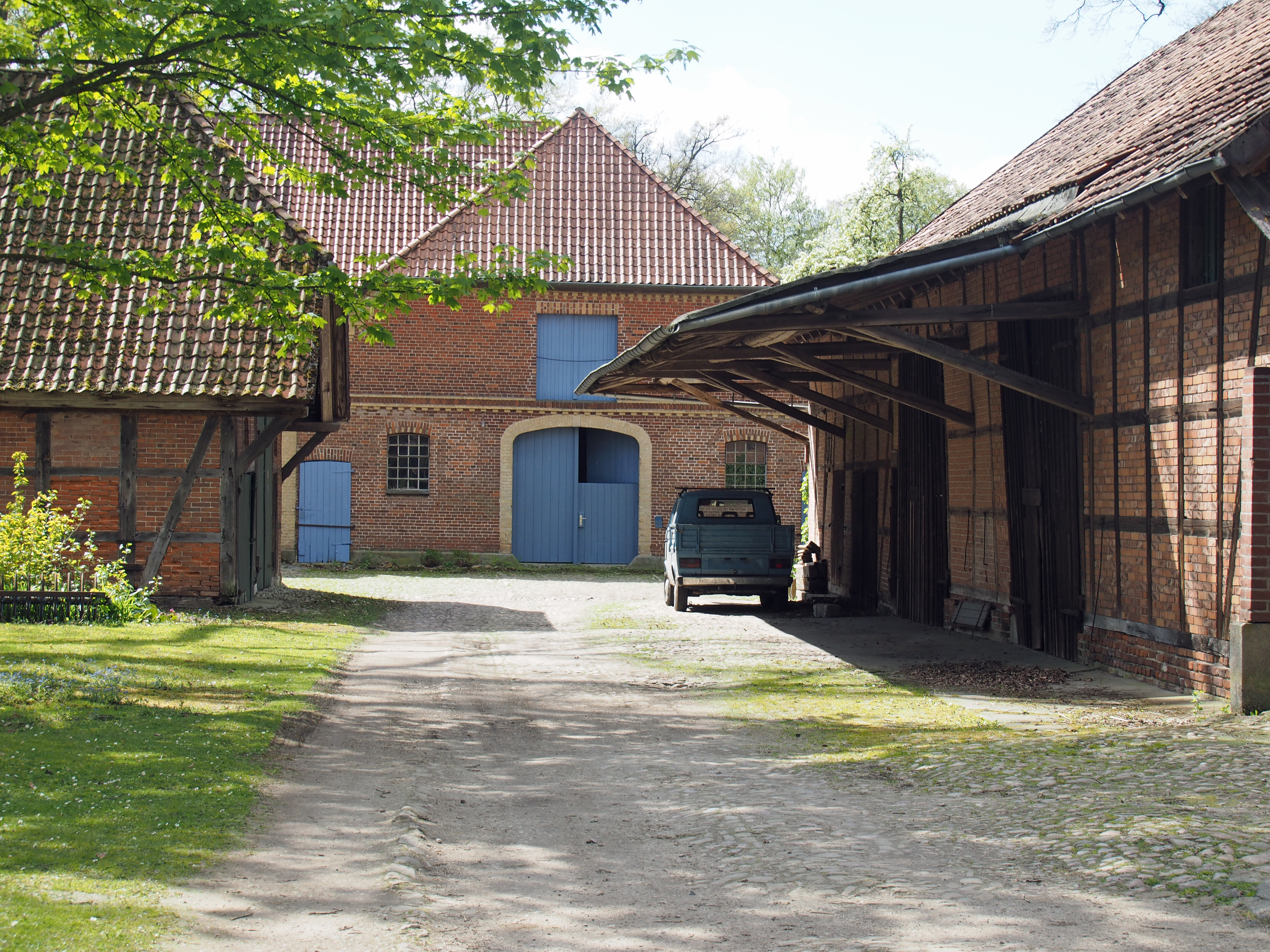
Lenschen Hof, erste Erwähnung 1520, 1864 Neubau
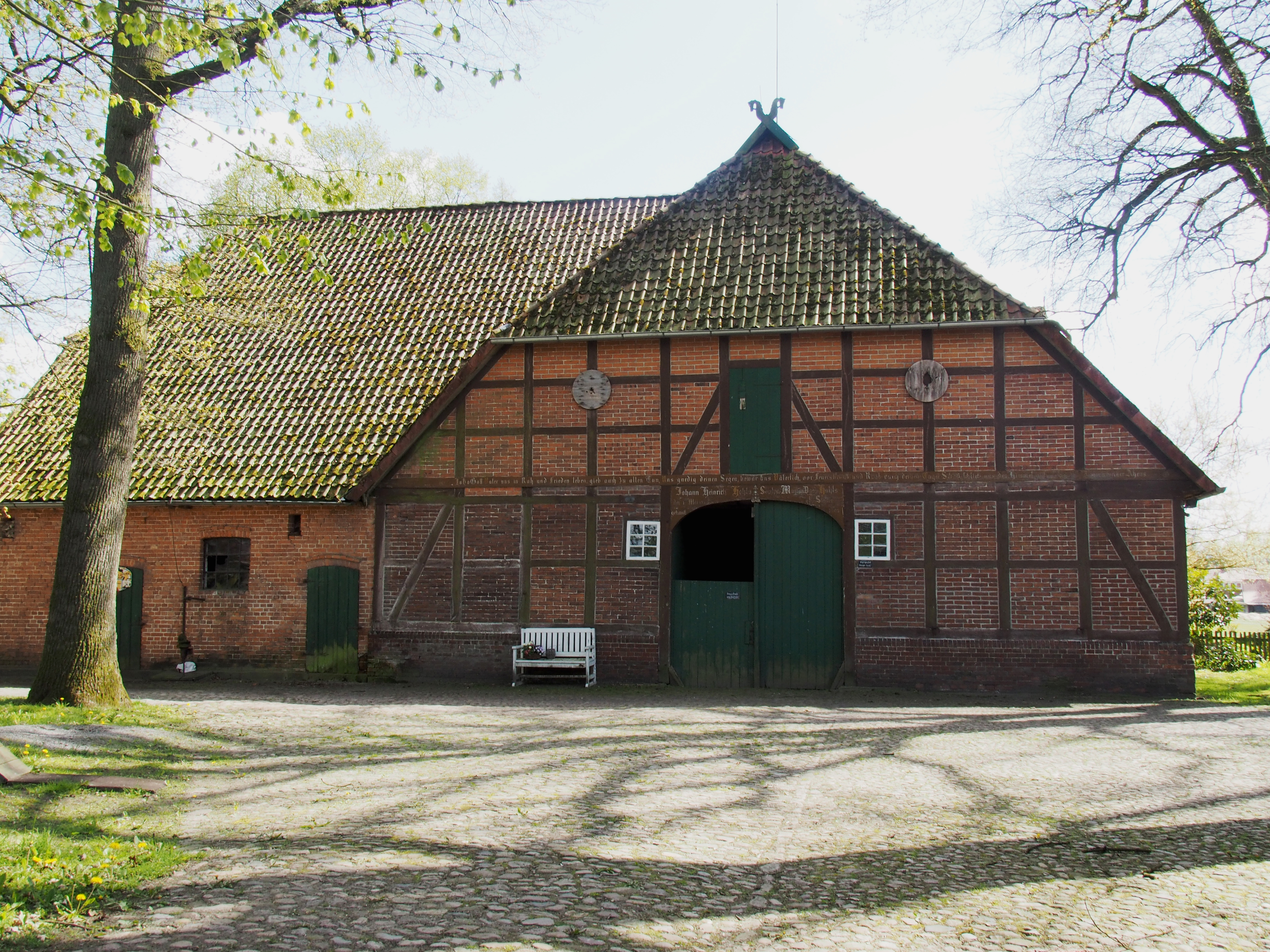
Gehrken Hof, erste Erwähnung 1550, gehörte wahrscheinlich zum Billunger Gut
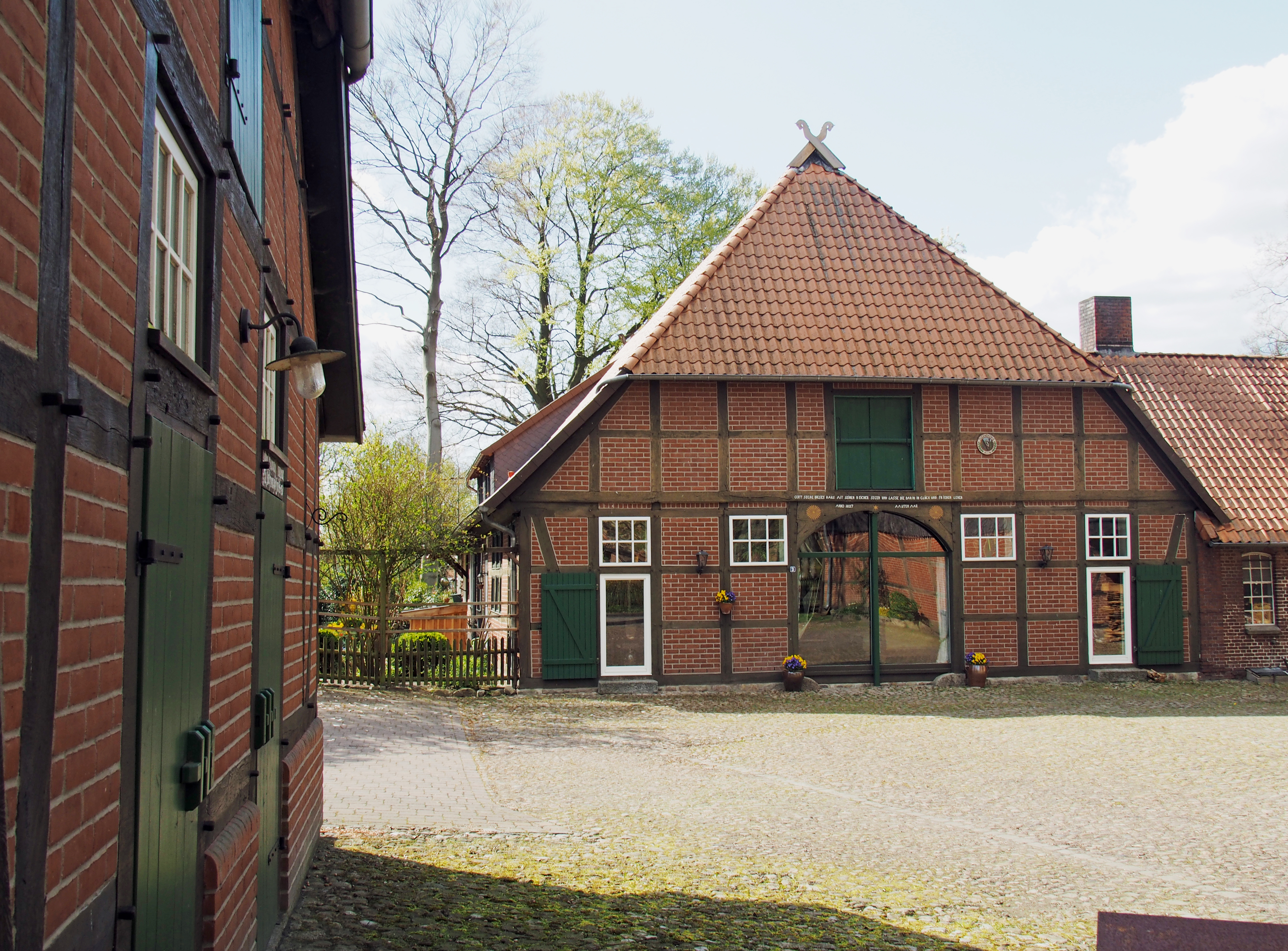
Ahrns Hof, erstmals 1563 erwähnt, Hof-Familie gehörte 1878 zu den Gründern der St. Johannis Kirchengemeinde
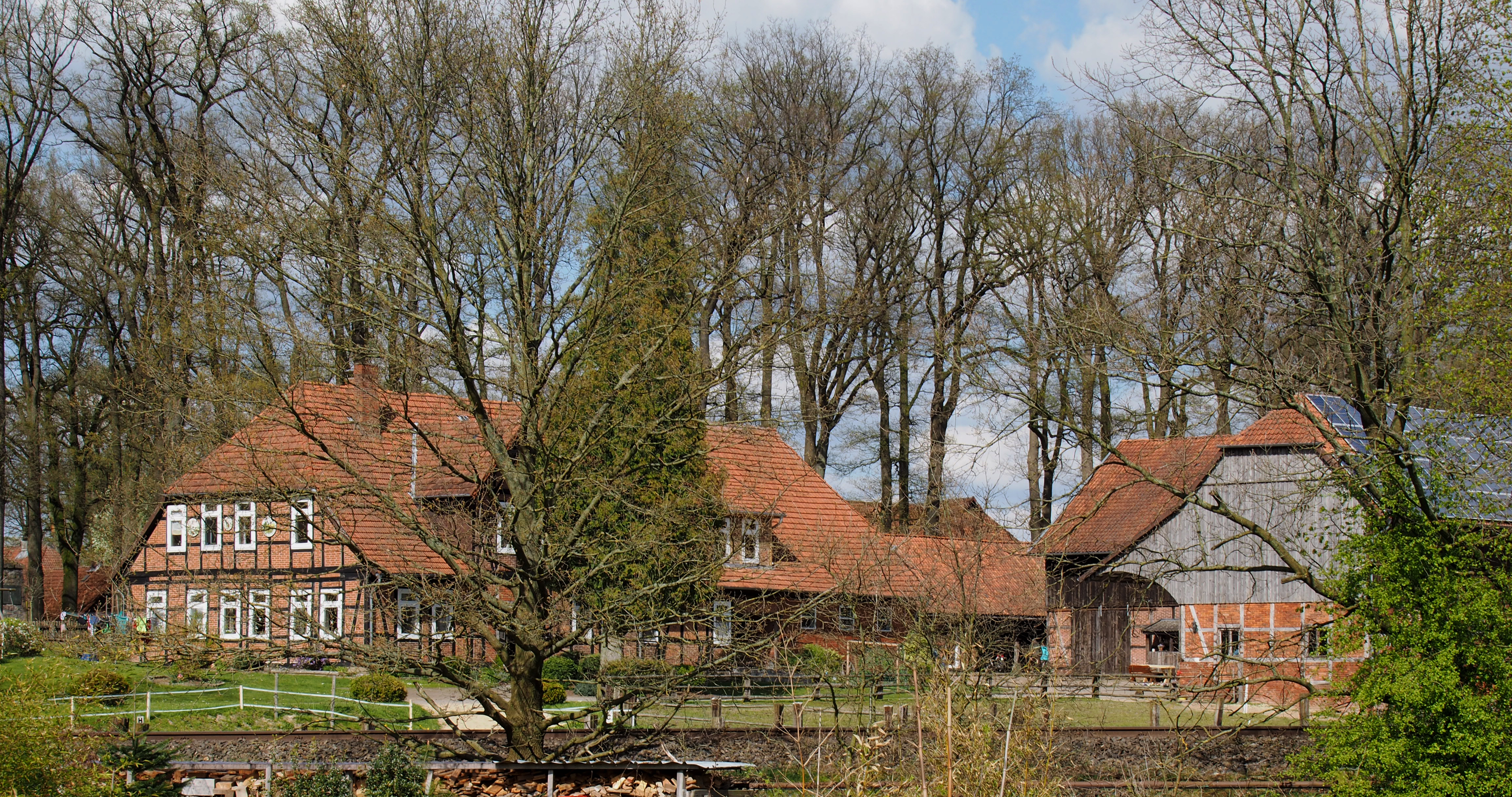
Kuhlmanns Hof, Hallenhaus in Vierständerbauweise, erste Erwähnung 1563, wahrscheinlich Teil des Billunger Gutes
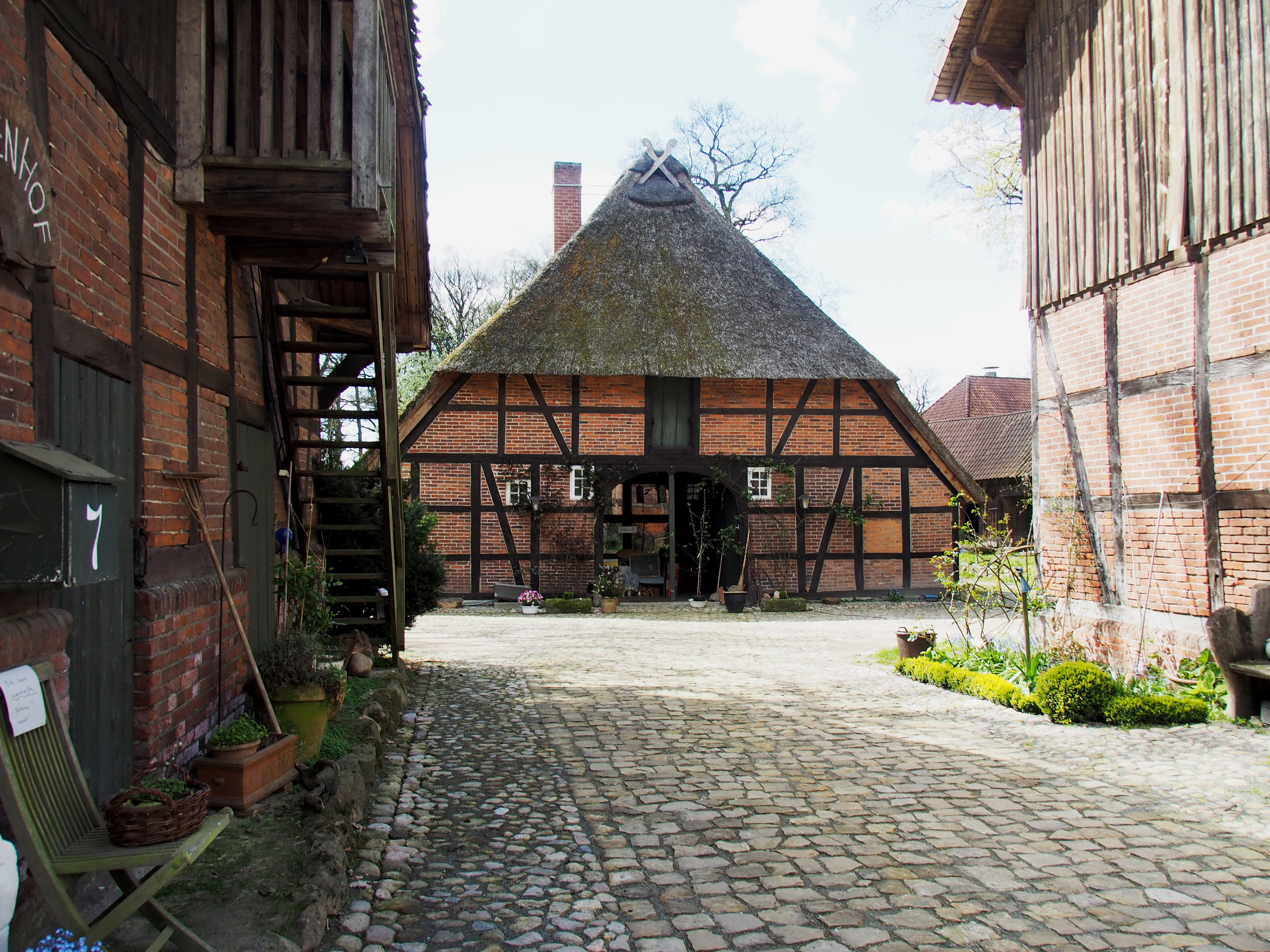
Tietjen Hof, 1563 erstmals erwähnt, einziges noch erhaltenes Zweiständerhaus in Bleckmar
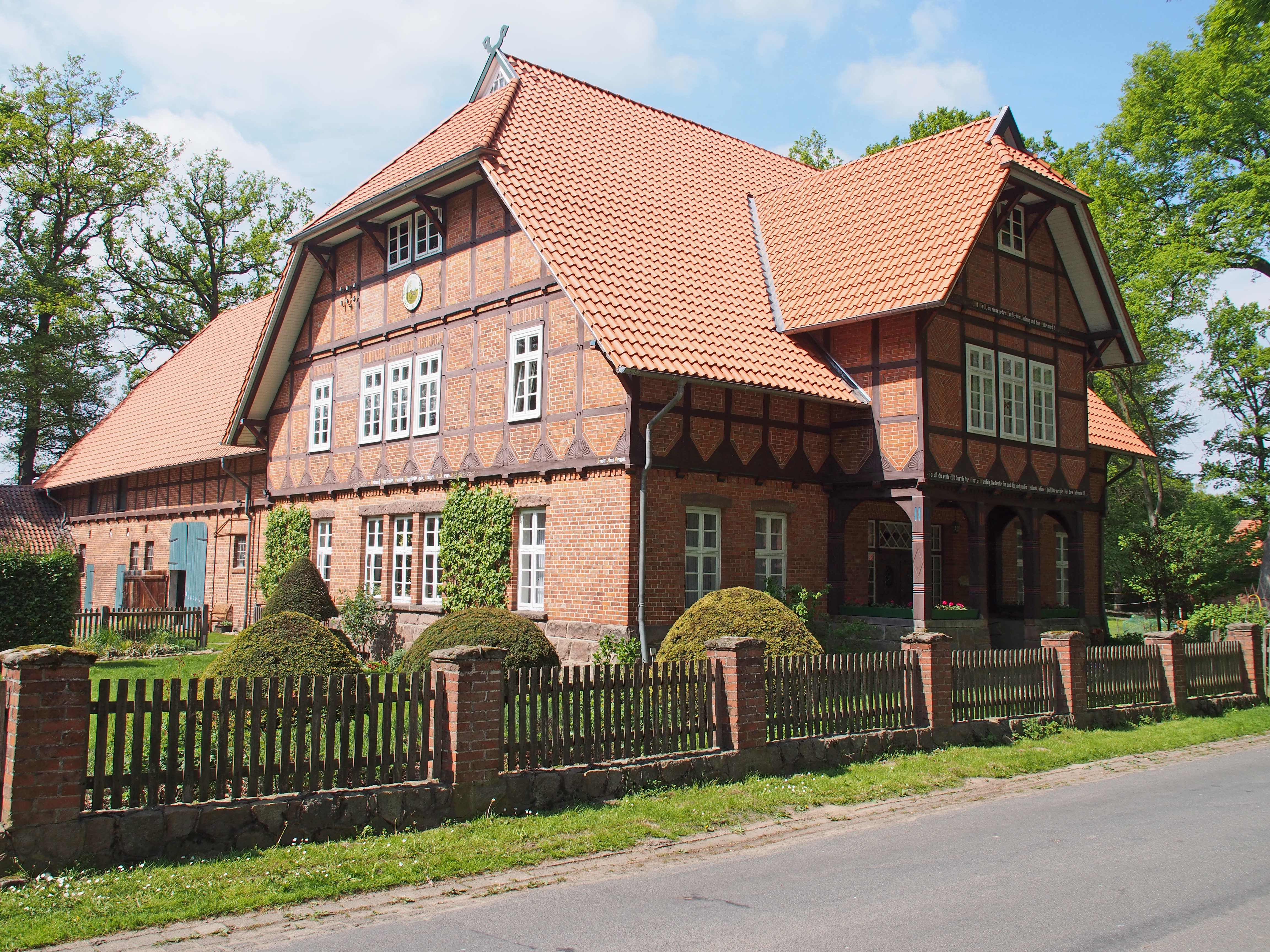
Meiern Hof, erstmals 1587 erwähnt, 1914 beim Umbau um 180° gedreht, älteste Hofstelle im Dorf

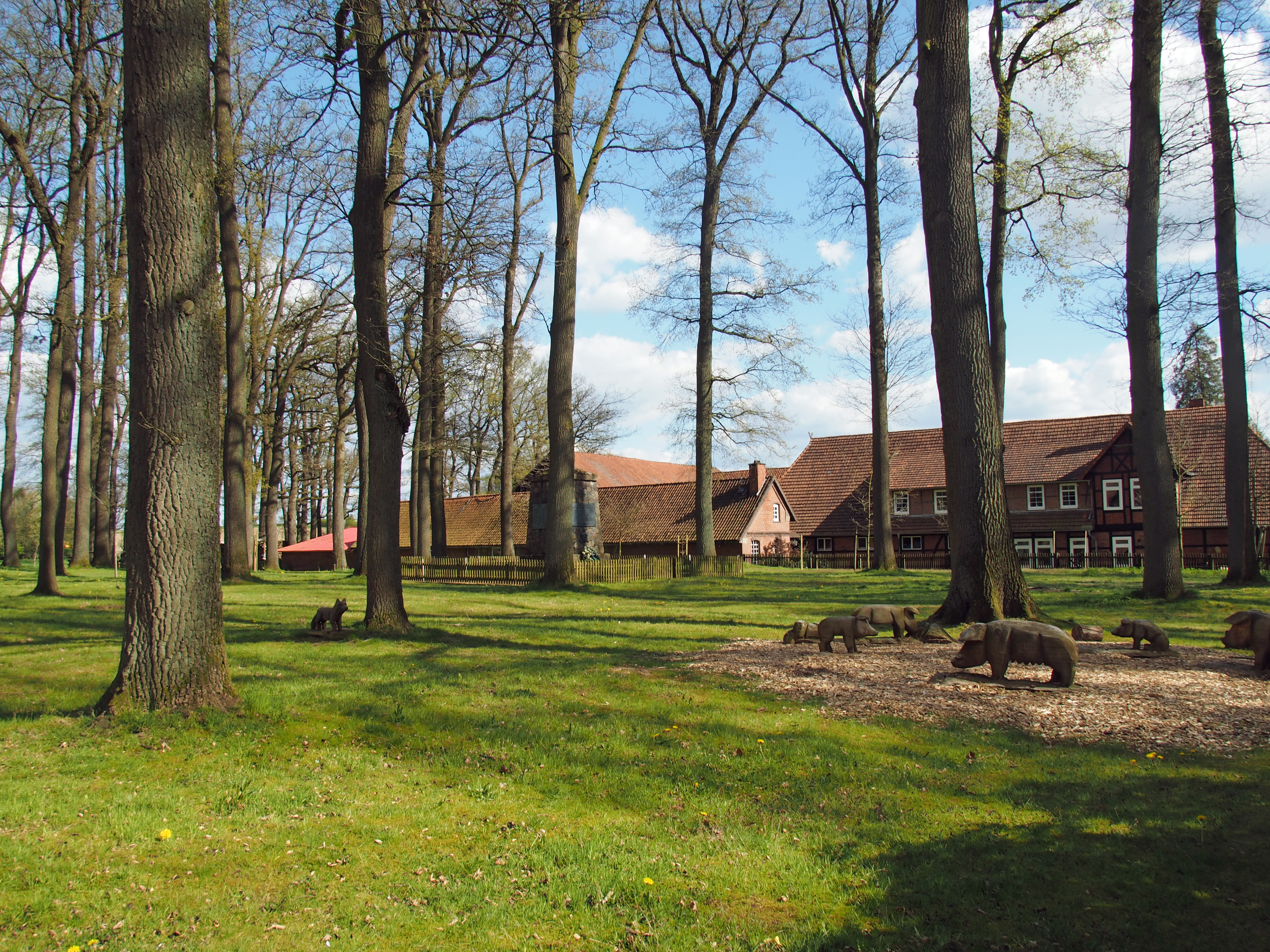
Die „Worth“

Mittelpunkt des alten Dorfes ist die „Worth“, ein mit Eichen dicht bestandener Platz. Ursprünglich Standort des „Klötzenhofes“, der mit den Rechten eines adlig freien (von Abgaben befreiten) und landtagsfähigen Gutes ausgestattet war. Im späten Mittelalter Sitz der Billunger und Lehngut der Herzöge von Braunschweig-Lüneburg. Das Gut wurde erstmals im Jahr 866 erwähnt.

## Politik

### Ortsrat
Seit 1971 ist Bleckmar eine Ortschaft der Stadt Bergen. Vertreten wird Bleckmar durch den Ortsrat und den Ortsbürgermeister. Der Ortsrat hat u. a. Entscheidungskompetenzen für die in der Ortschaft gelegenen öffentlichen Einrichtungen, ist zuständig für die Förderung der Ortsbildpflege und des Vereinslebens und muss von der Stadt Bergen bei allen die Ortschaft betreffenden Belangen gehört werden. Er setzt sich aus fünf gewählten Vertretern, den aus Bleckmar stammenden Mitgliedern des Gemeinderates Bergen sowie dem Bürgermeister der Stadt Bergen zusammen. 
Bei der Kommunalwahl 2021 ergab sich folgende Sitzverteilung:
- Gemeinsame Liste Bleckmar: 5 Sitze

### Ortsbürgermeister
Der Ortsrat wählt den Ortsbürgermeister, Amtsinhaber ist Gerhard Evers.

## Kultur und Sehenswürdigkeiten

### St.-Johannis-Kirche

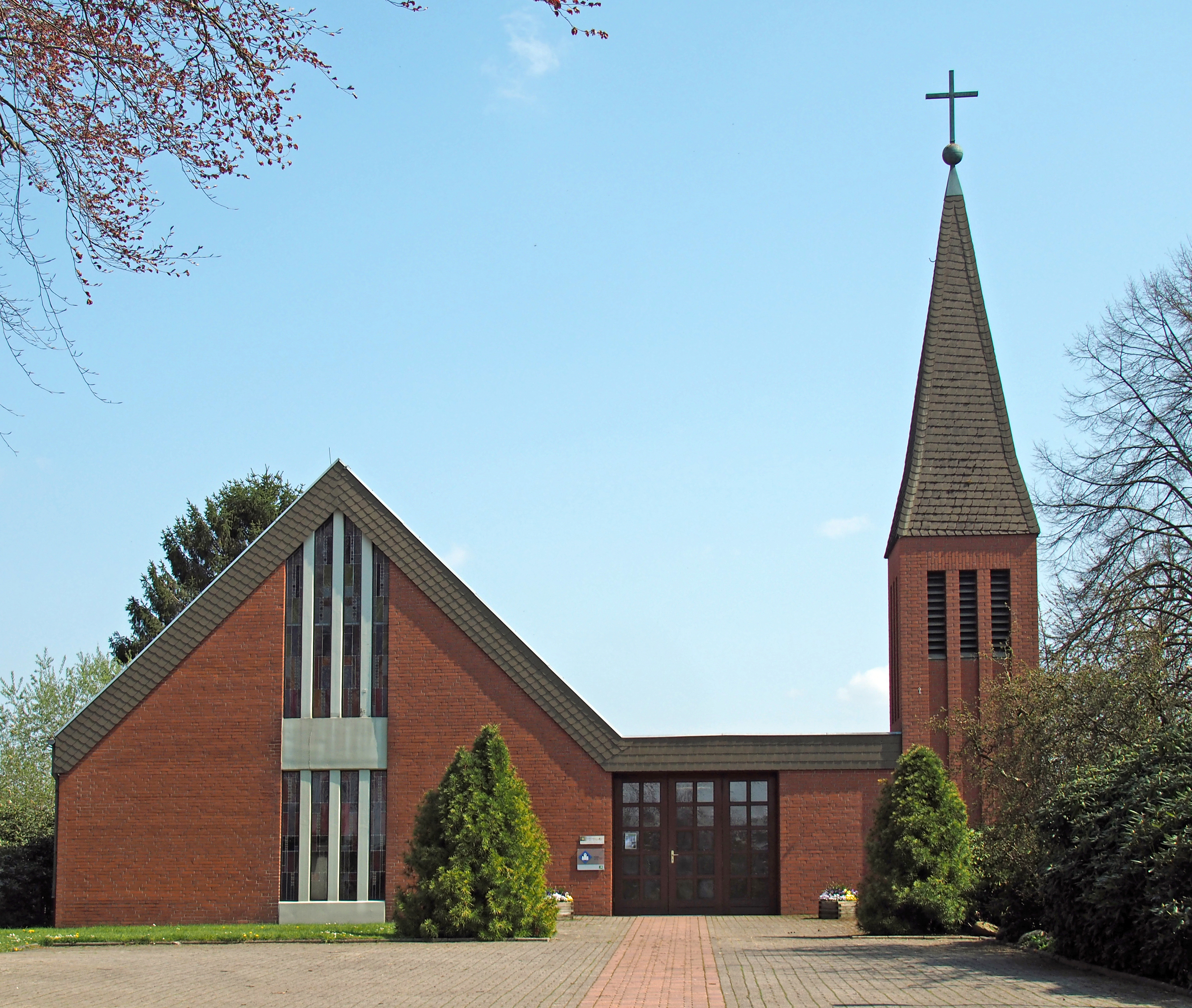
St.-Johannis-Kirche von 1979

Am 5. Dezember 1878 erfolgte die Gründung der St.-Johannis-Kirchengemeinde. 1879 erfolgte der Bau einer Kirche sowie eines Pfarrhauses in Fachwerkbauweise mit einem Gemeinderaum. Das Pfarrhaus wurde 1936 umfassend renoviert. Im Jahre 1979 wurde neben dem Pfarrhaus ein neues Kirchengebäude mit einem separaten Glockenturm erbaut. Das alte Kirchengebäude wurde entwidmet und abgebaut.
Die Gemeinden der St.-Johannes-Kirche und der Kleinen Kreuzkirche in Hermannsburg sind seit 2010 zusammengelegt. Sie gehören zur Selbständigen Evangelisch-Lutherischen Kirche (SELK). 1986/87 erhielt die Kirche eine Schleifladenorgel von Orgelbauer Andreas Andresen, Neumünster, 12 Register auf zwei Manualen und Pedal.

### Missionswerk

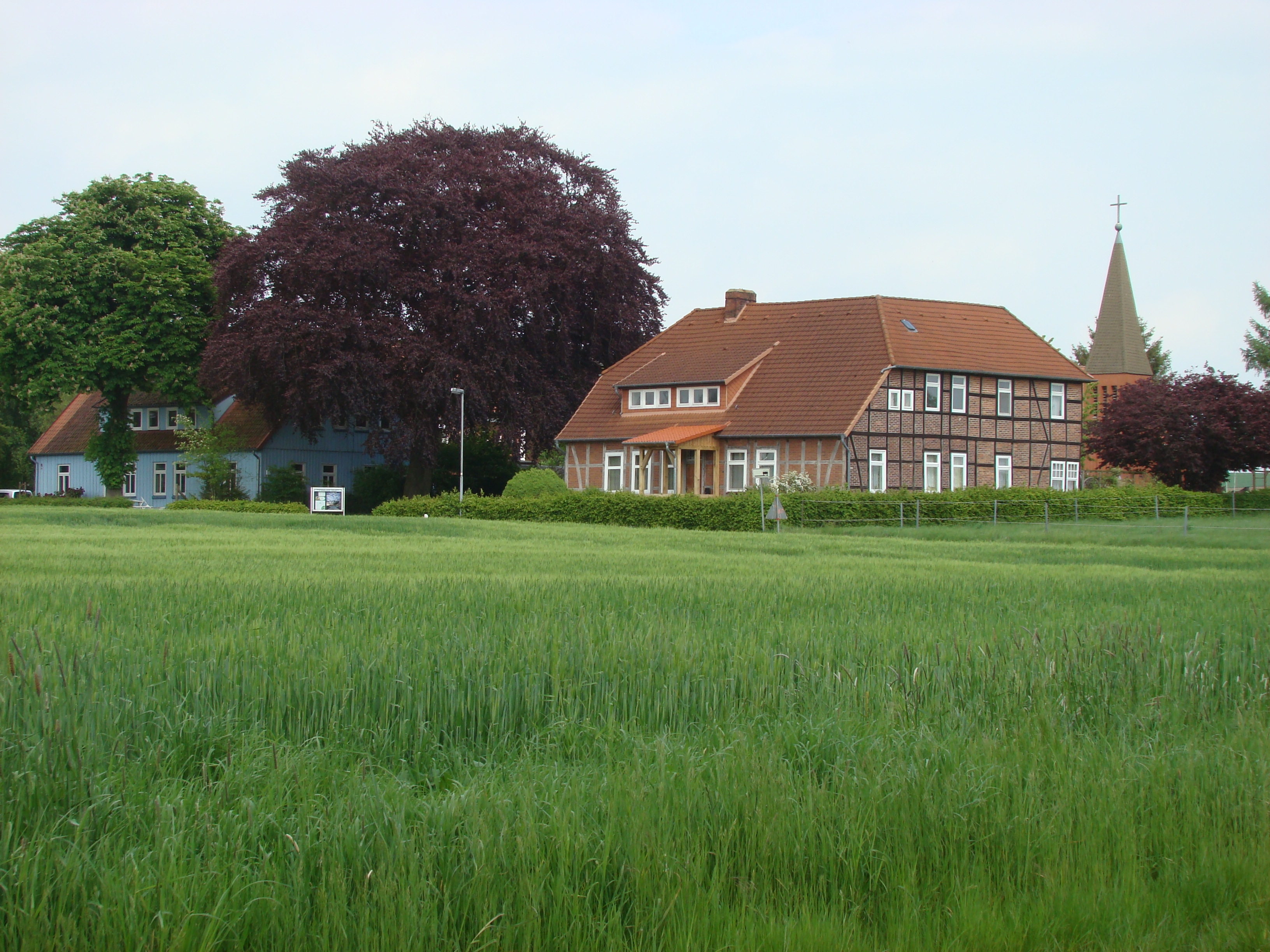
Lutherische Kirchenmission, Pfarrhaus und St. Johannis-Kirche

Seit 1892 besteht das Missionswerk Lutherische Kirchenmission (Bleckmarer Mission) e. V. mit Sitz in Bleckmar. Die Selbständige Evangelisch-Lutherische Kirche (SELK) ist Trägerin dieser Mission. Im Jahre 1896 wurde neben dem Pfarrhaus auch ein Haus für die Mission gebaut. Im gleichen Jahr wurde der zweite Sohn von Ahrns Hof als erster Missionar der Bleckmarer Mission nach Afrika ausgesandt. Seit den Anfängen ist man in Südafrika tätig. Inzwischen gehören aber auch Botswana, Brasilien, Belgien und Deutschland zum Arbeitsfeld. Die Ausbildung zum Missionar erfolgt hier heute nicht mehr. Seit 2009 beherbergt das Haus Pilger und Wanderer, die auf dem neuen Jakobusweg durch die Lüneburger Heide unterwegs sind.
Dieses Missionswerk wird geleitet vom derzeitigen Missionsdirektor Roger Zieger. Sein Vorgänger Markus Nietzke wechselte ins Pfarramt der örtlichen St. Johannis-Gemeinde. Die LKM hat Missionare nach Südafrika, Botswana, Brasilien, Australien und Deutschland entsandt. Dazu gab es ein eigenes Seminar, in dem bis 1984 Missionare ausgebildet wurden.

### Dageförde
- Im kleinen Bauerndorf Dageförde finden sich Bauernhäuser in Fachwerkbauweise mit reicher Balkenverzierung und Treppenspeicher aus dem 18. Jahrhundert.

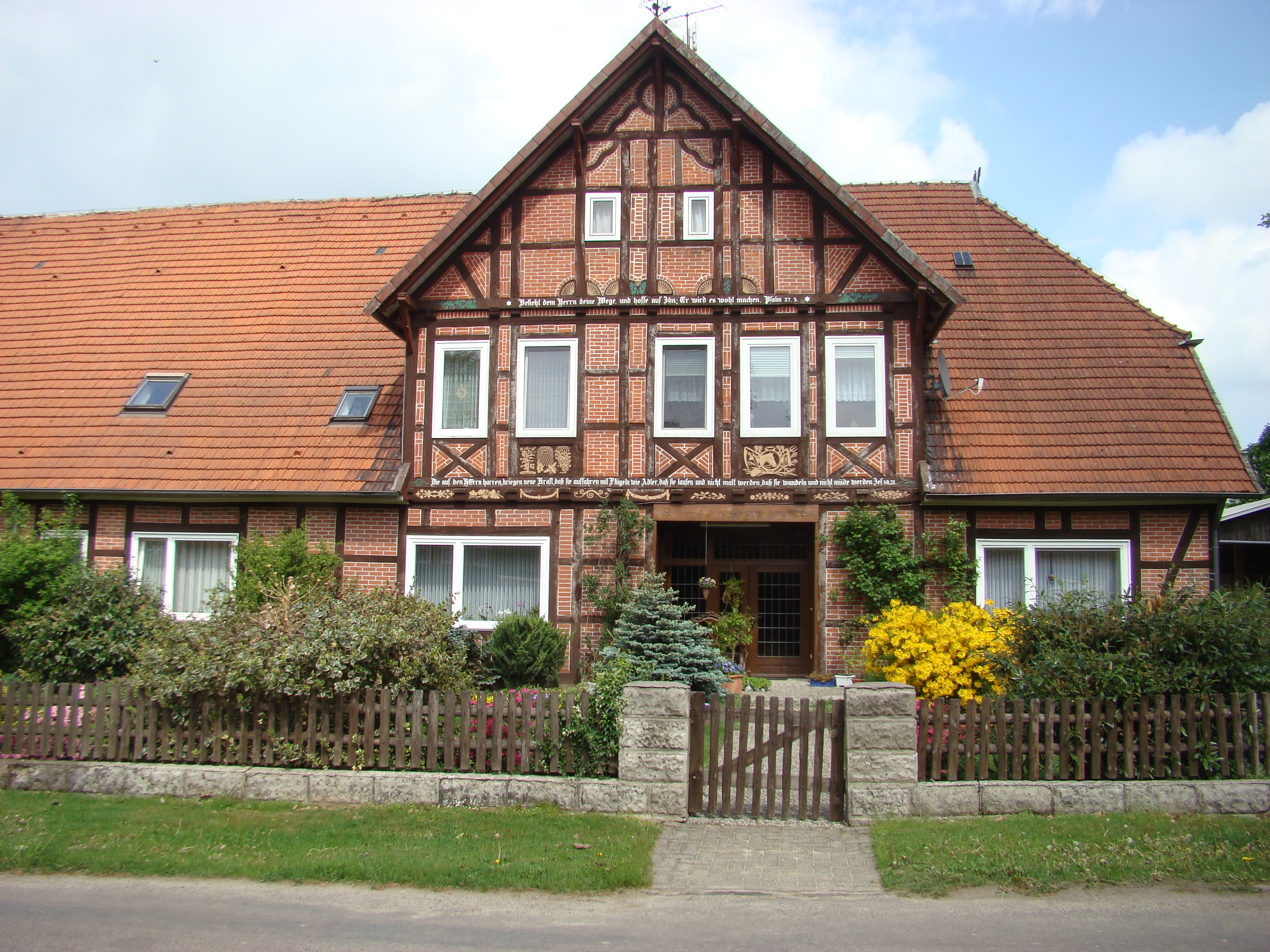
Bauernhaus in Dageförde
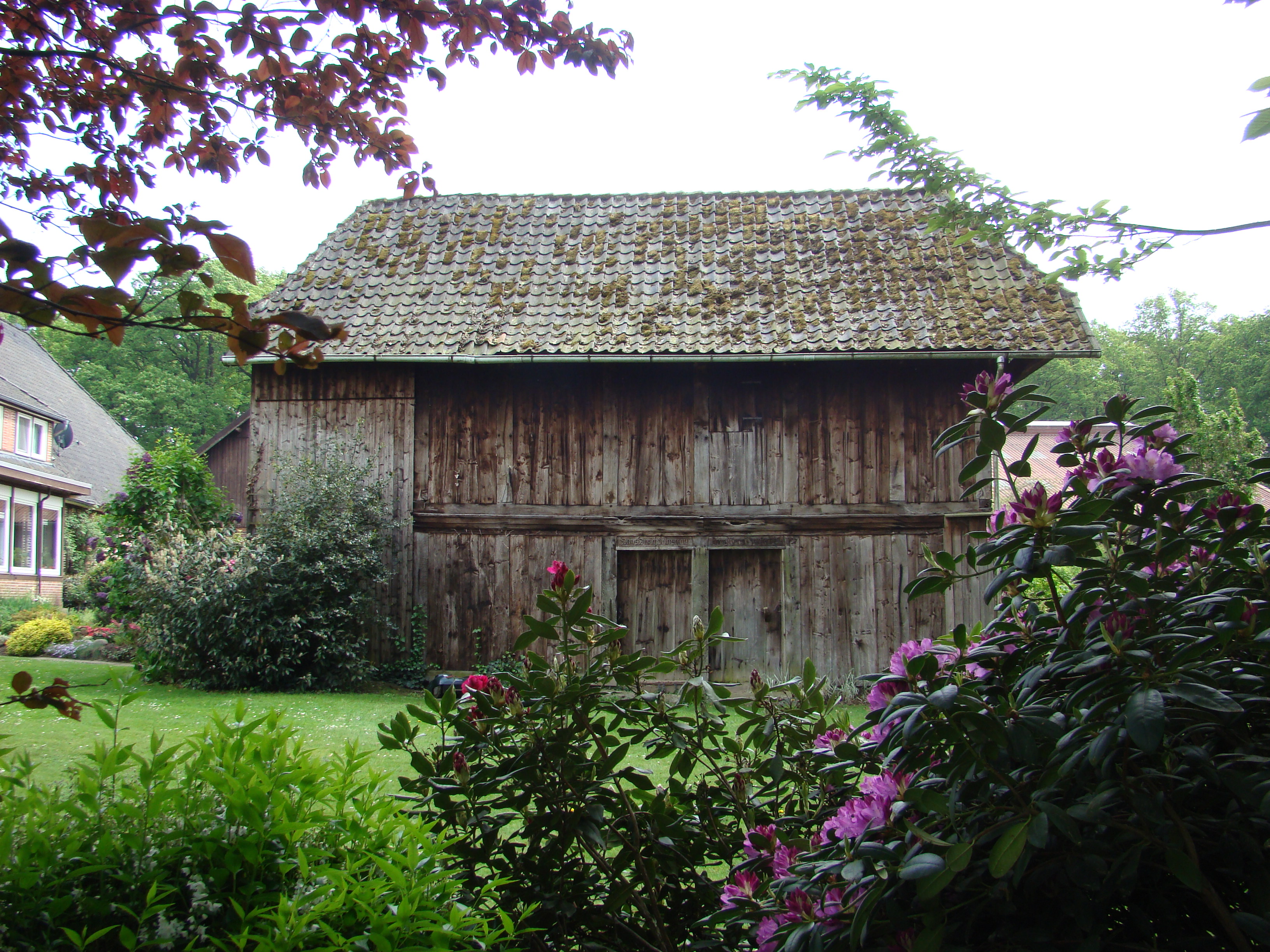
Treppenspeicher in Dageförde, aus dem 18. Jahrhundert

### Baudenkmäler
Siehe Baudenkmale in Bleckmar